# Улица Марупес (Рига)
Улица Ма́рупес (латыш. Mārupes iela) — улица в Земгальском предместье города Риги, в историческом районе Агенскалнс. Начинается от площади у Агенскалнского рынка как продолжение улицы Нометню; пролегает в южном и юго-восточном направлении и заканчивается перекрёстком с улицей Ояра Вациеша. Дальняя часть улицы выходит к границе Агенскалнса с районами Торнякалнс и Биерини.
Общая длина улицы составляет 1104 метра. На всём протяжении асфальтирована, движение двустороннее.
От начала улицы до пересечения с улицей Лиепаяс проходит маршрут троллейбуса № 5; также по улице проходит несколько автобусных маршрутов.

## История
Улица Марупес впервые показана на плане города 1880–1883 годов под названием Курляндская улица (нем. Kurische Strasse, латыш. Kurzemes iela). В 1923 году получила своё нынешнее наименование, других переименований не было.
Южная часть улицы Марупес проходит по территории, где до 1885 года находились летние лагеря Рижского гарнизона. Нечётная сторона улицы после пересечения с ул. Лиепаяс оставалась незастроенной до середины XX века.

## Примечательные объекты
- Дом № 1 — бывший доходный дом Германа Мекелиса с магазинами (1896-1897, архитектор Альфред Ашенкампф).
- Дом № 2 — жилой дом (1931, архитектор П. Кундзиньш).
- Дом № 3 — деревянный доходный дом (1910, архитектор Пауль Линденберг).
- Дом № 14 — храм Агенскалнской баптистской общины (1912–1916, архитектор Александр Ванагс)[5].
- Дом № 16 — бывший приют Агенскалнской баптистской общины (1939, архитектор Александр Шмелинг).
- Дом № 17 k-1 и 17 k-2 — студенческие общежития Рижского медицинского института (1957-1959 и 1975).
- Дальняя часть улицы пролегает мимо парковой зоны у пруда Марас.

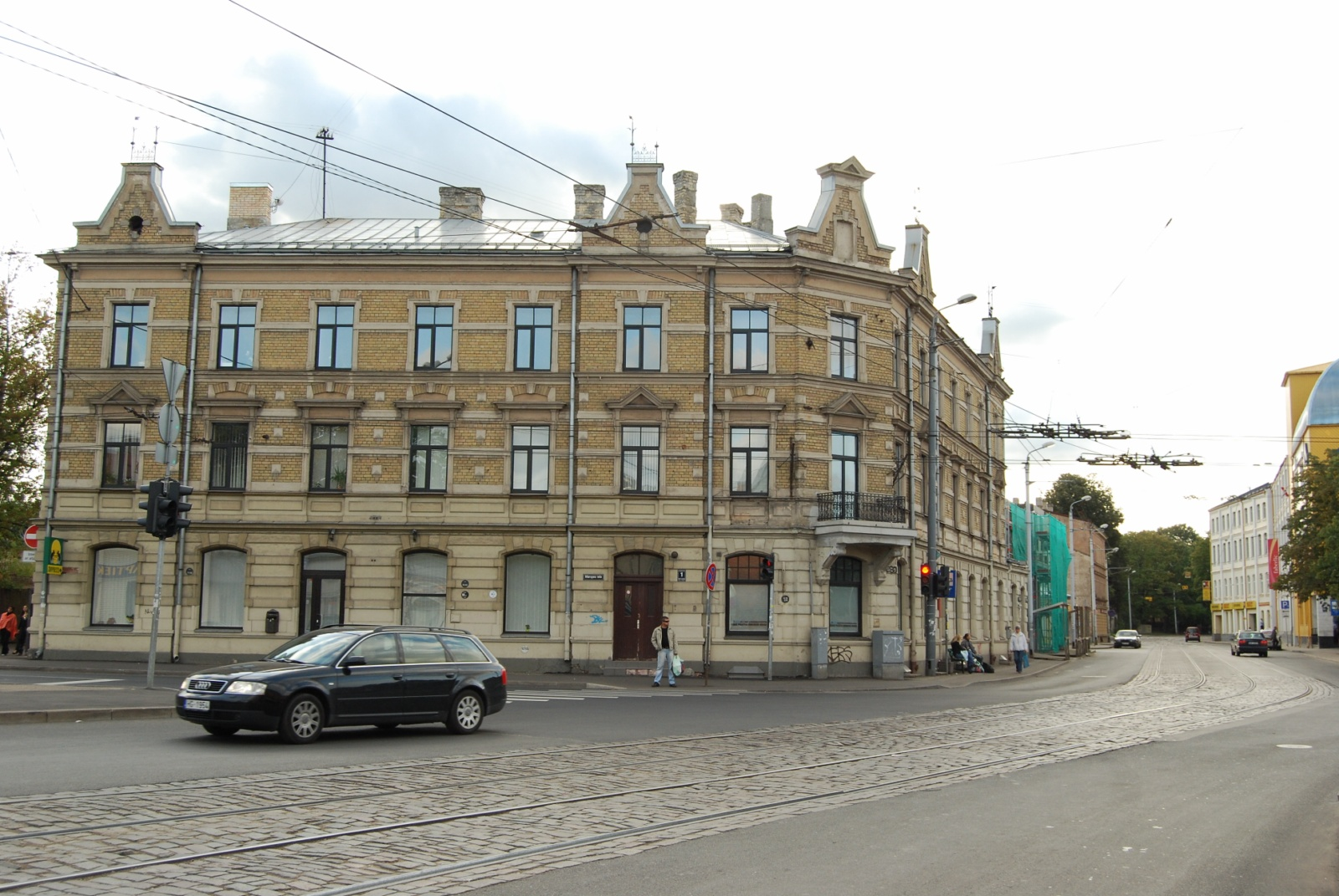
Дом № 1 (угол ул. Маза Нометню)
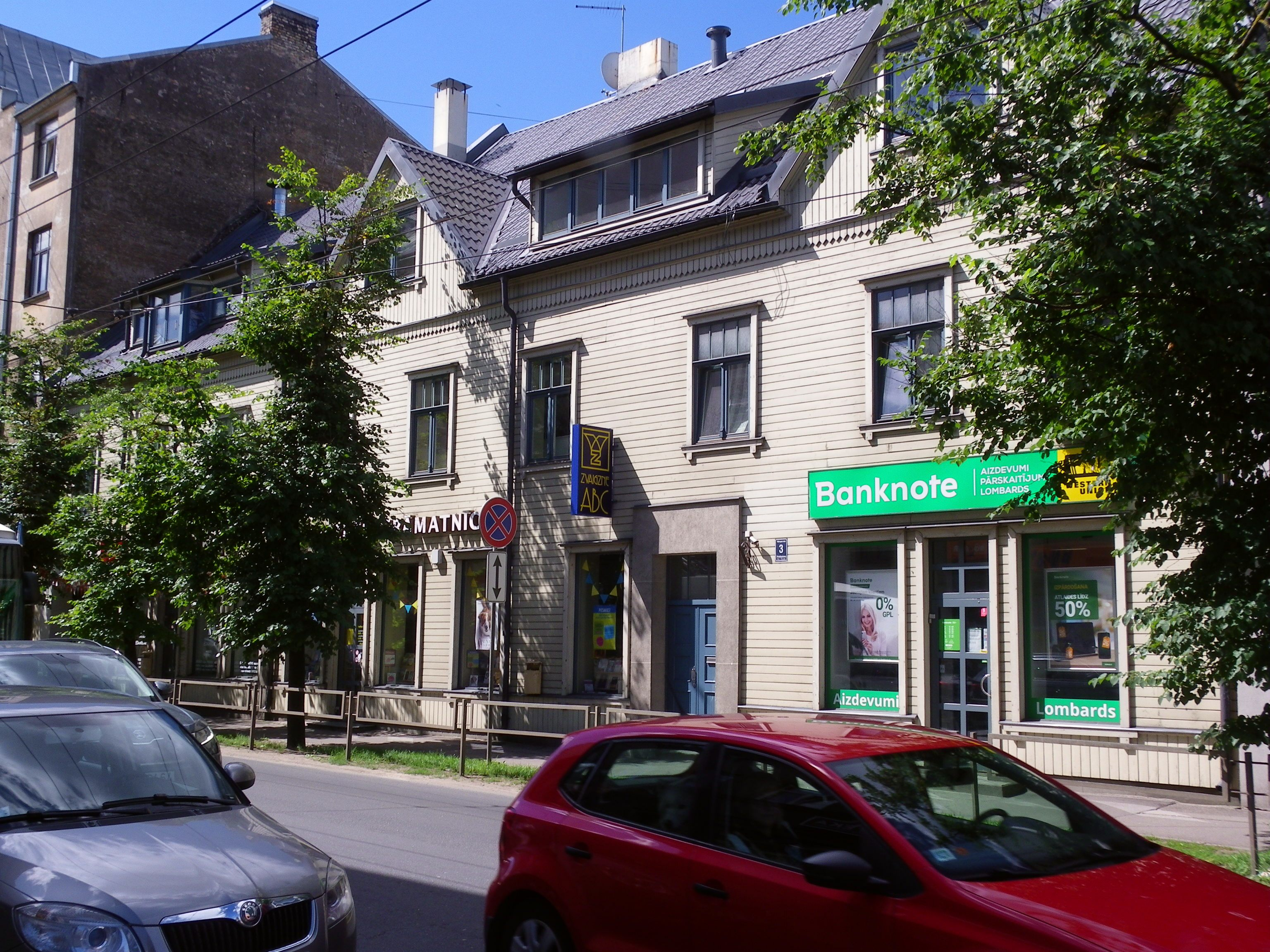
Дом № 3
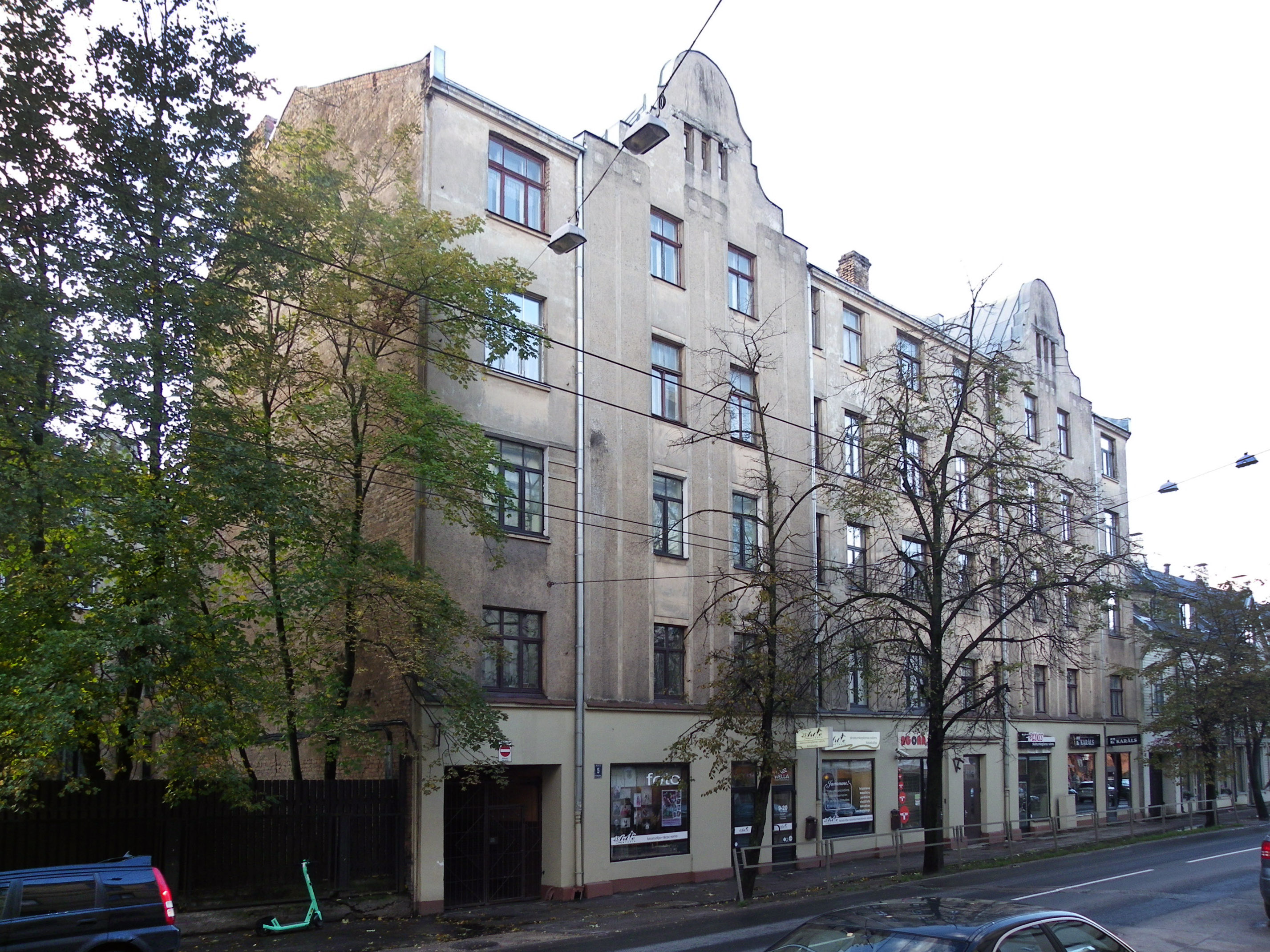
Вид на дом № 5
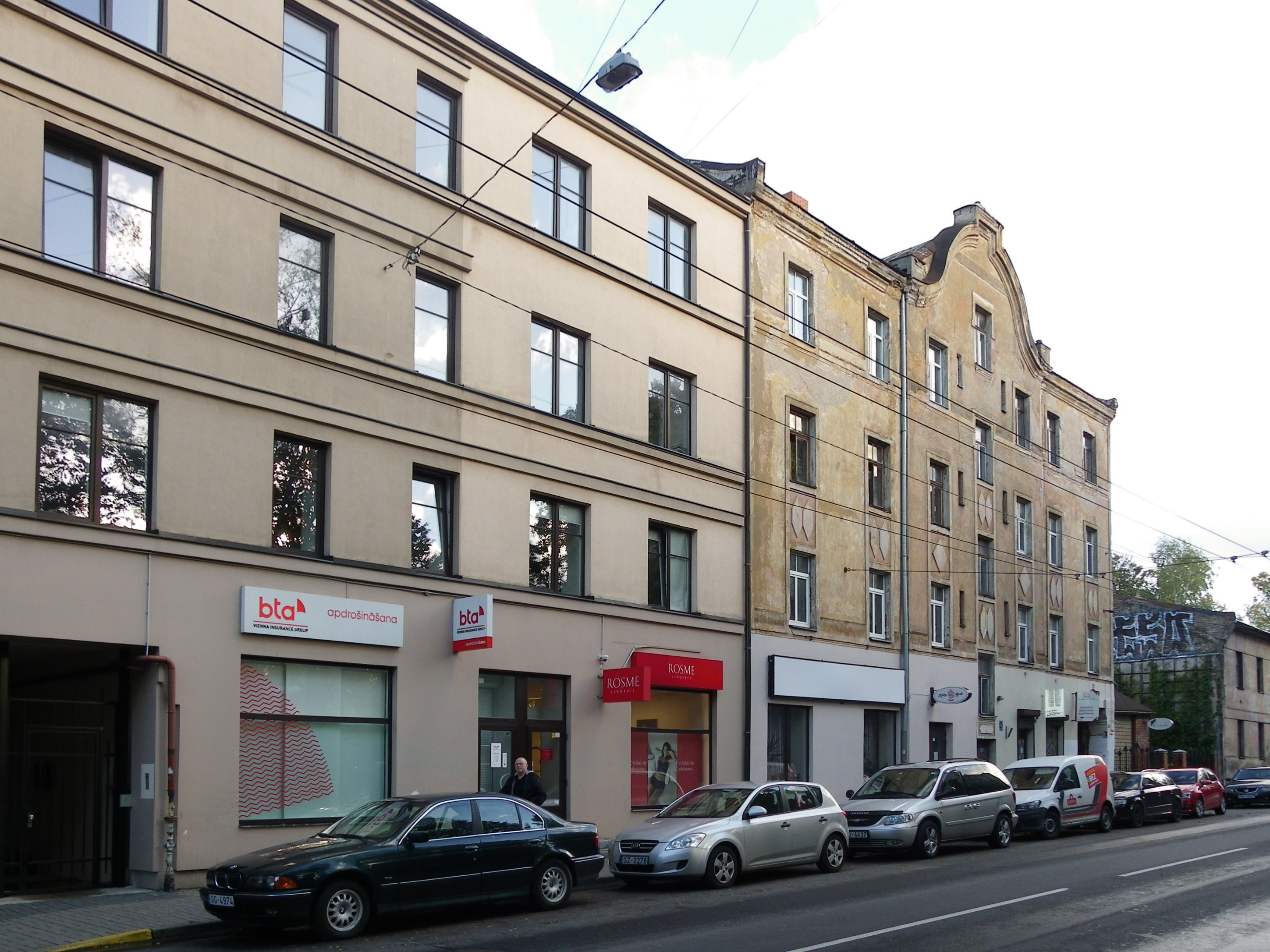
Дома № 6 и 8
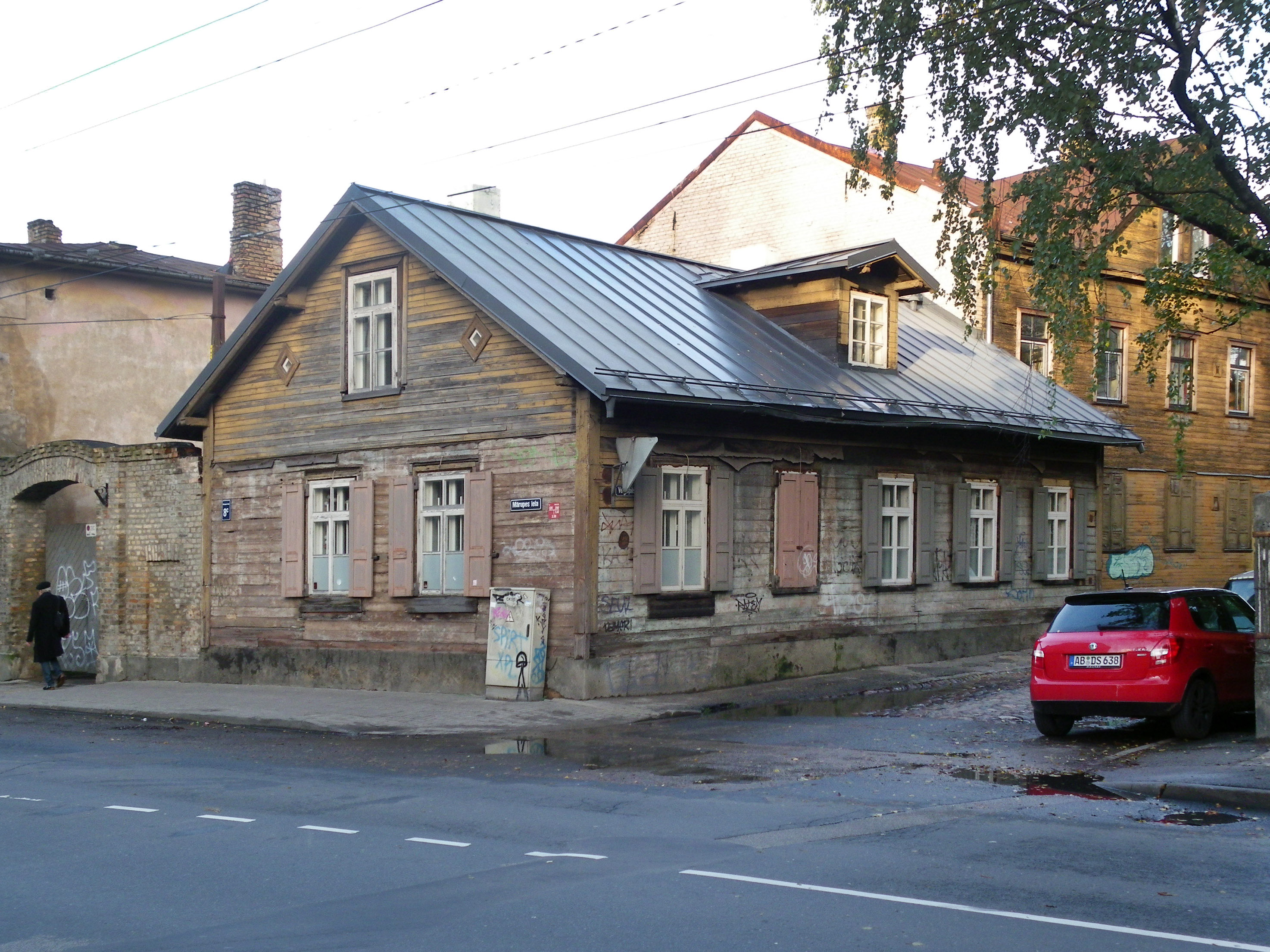
Дом № 8C (угол ул. Вентспилс)
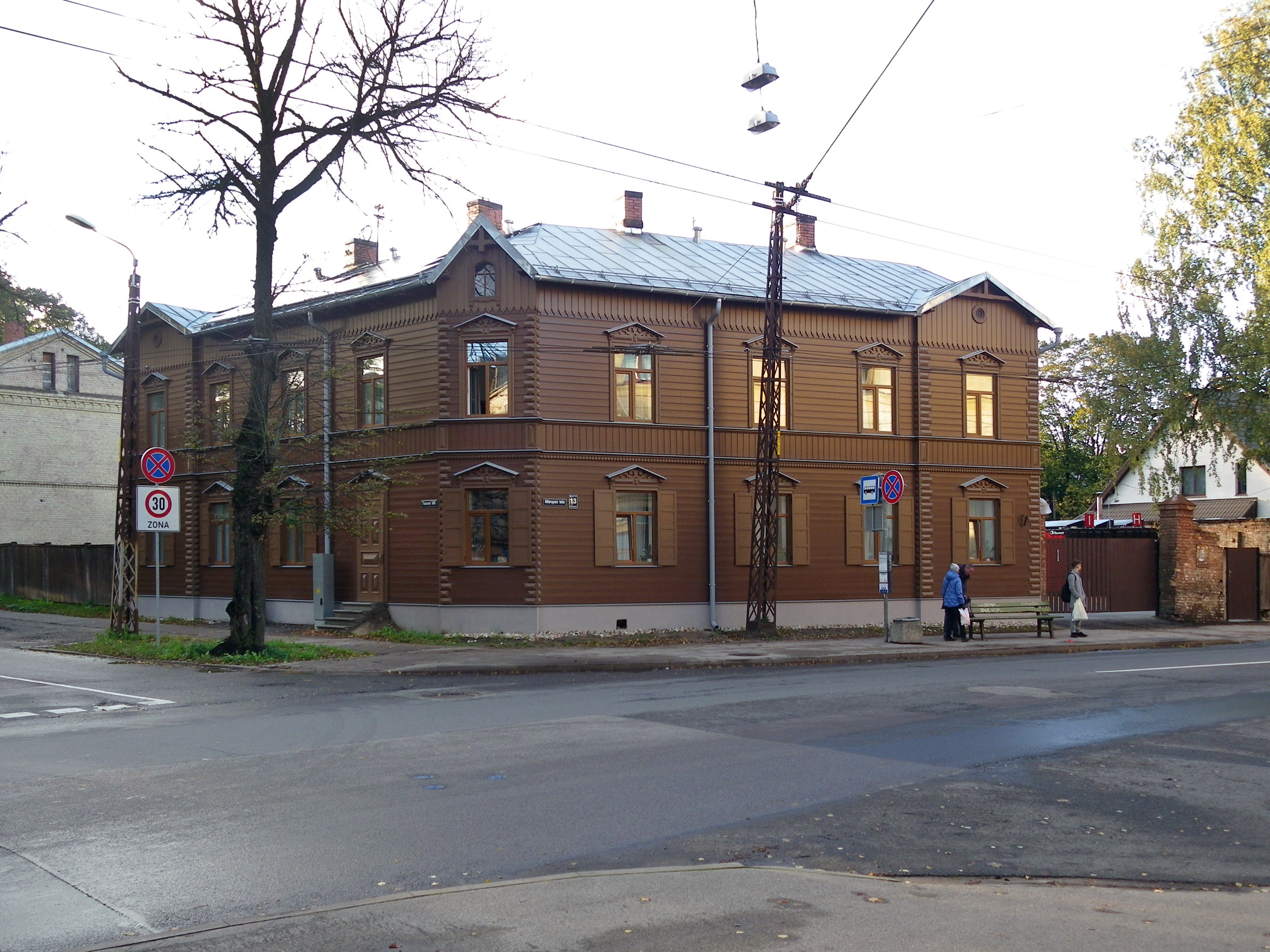
Дом № 13
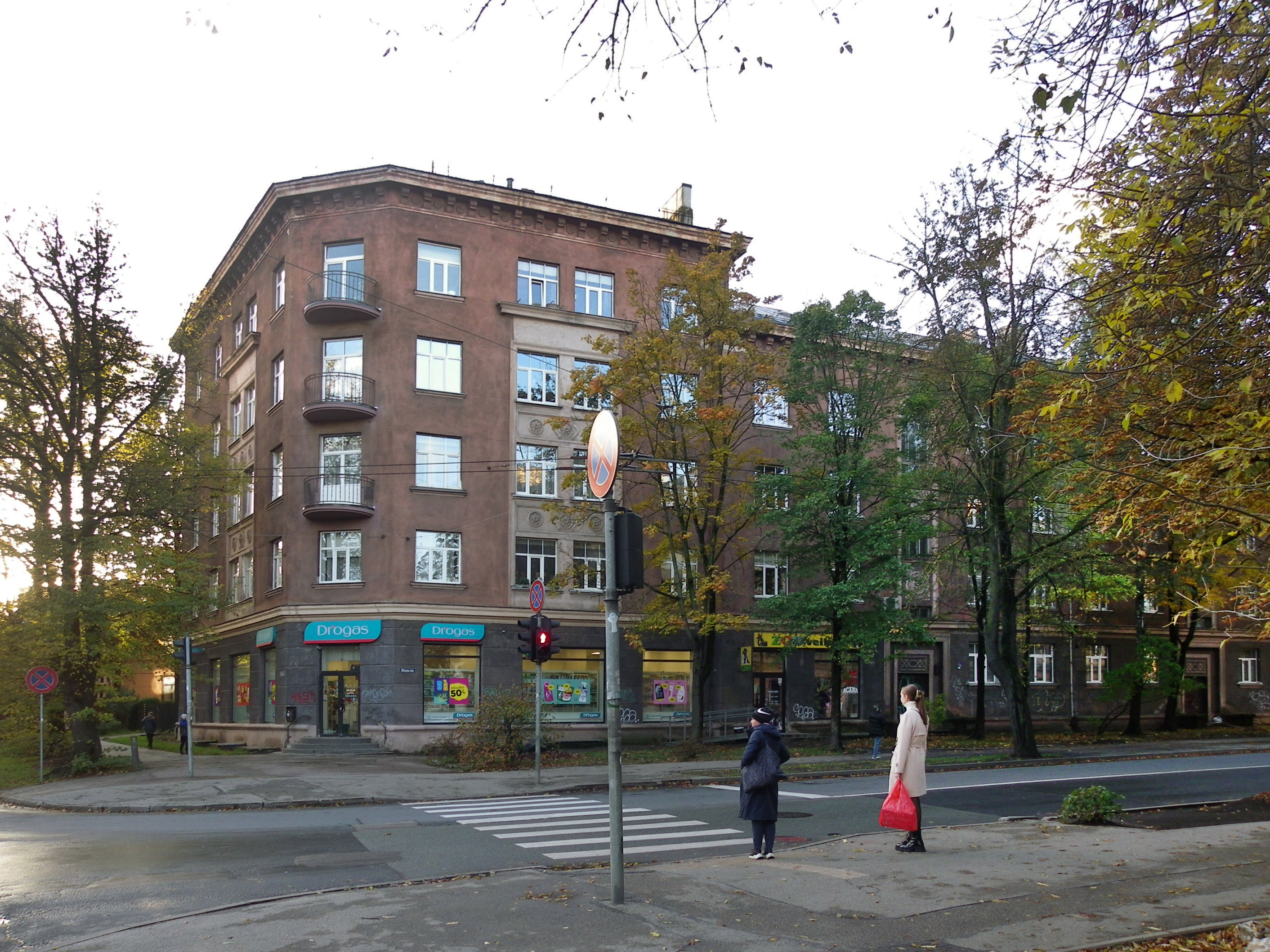
Дом № 15A (угол ул. Лиепаяс)
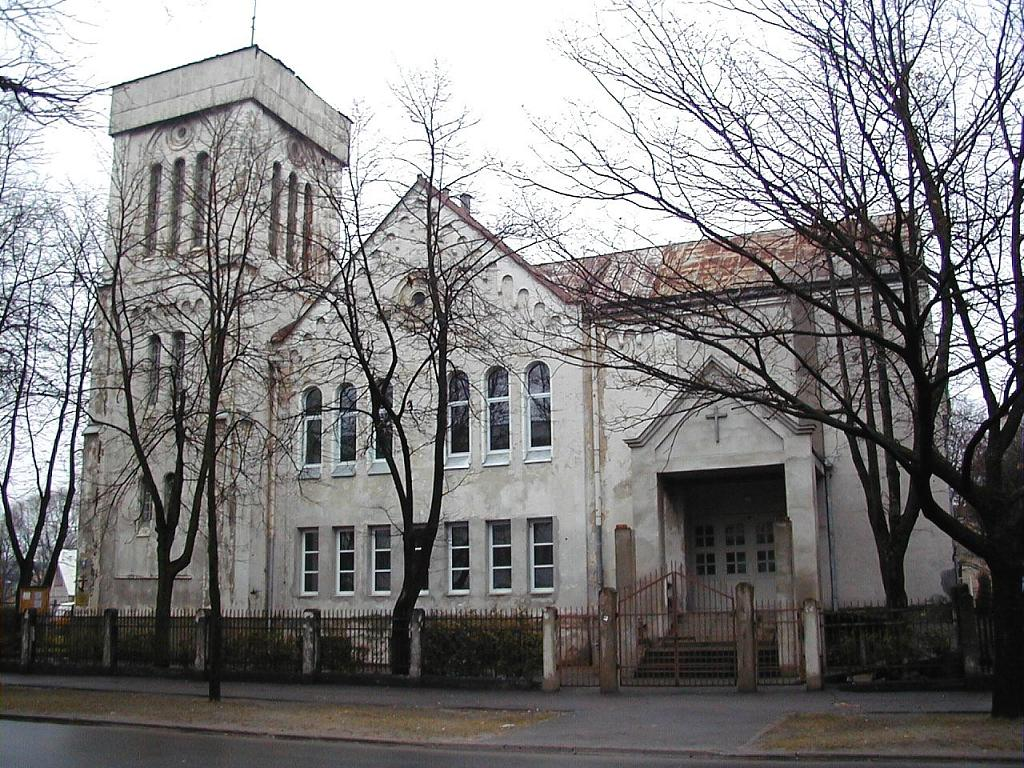
Баптистский храм, фото 2002 г.

## Прилегающие улицы
Улица Марупес пересекается со следующими улицами:
- улица Маза Нометню
- улица Вентспилс
- улица Тукума
- улица Лиепаяс
- аллея Саулес
- улица Гарденес
- улица Ояра Вациеша